# Phedimus obtusifolius
Phedimus obtusifolius är en fetbladsväxtart som först beskrevs av Carl Anton von Meyer, och fick sitt nu gällande namn av H. 't Hart. Phedimus obtusifolius ingår i släktet fetblad, och familjen fetbladsväxter. Inga underarter finns listade i Catalogue of Life.

## Bildgalleri

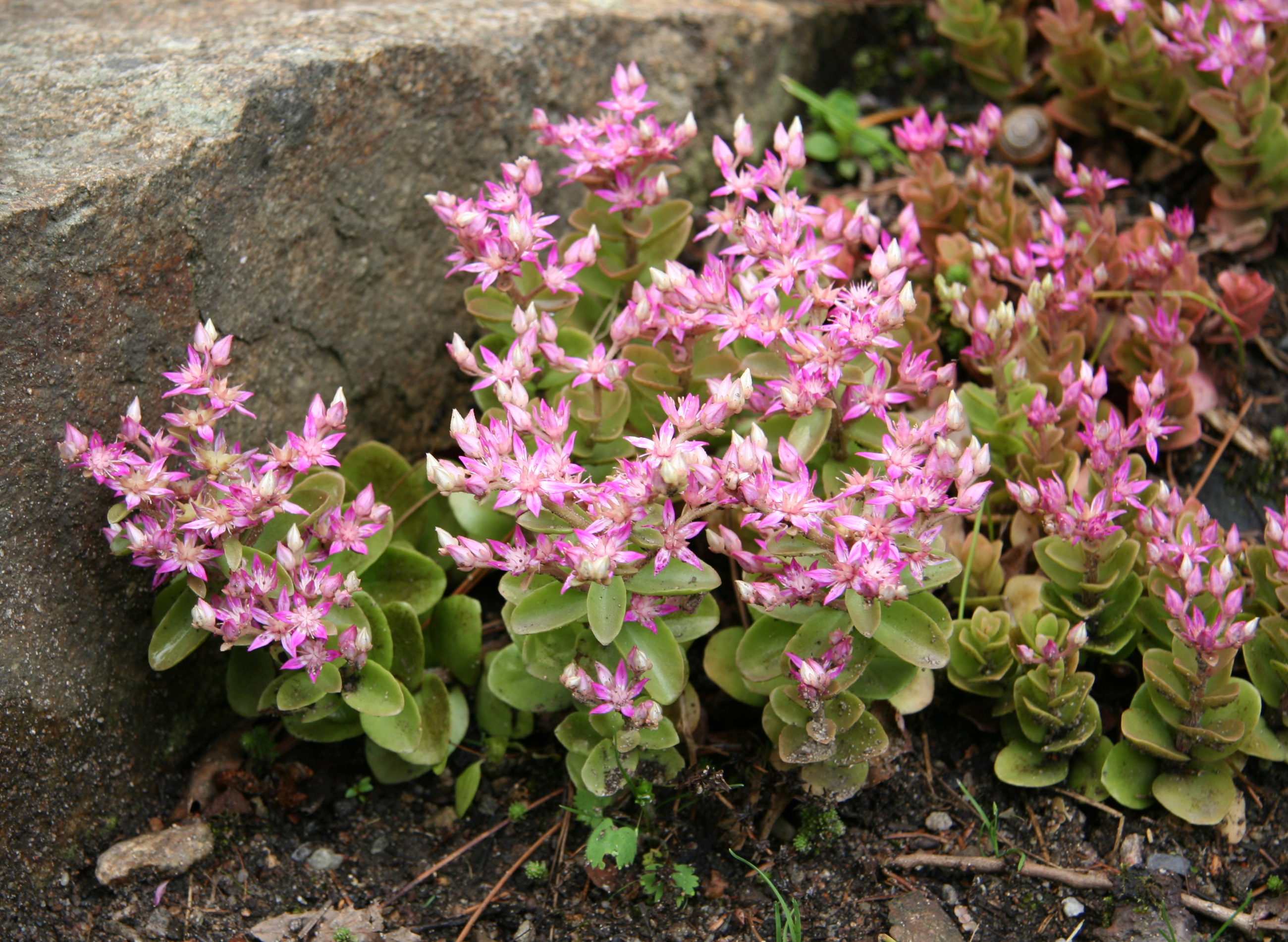
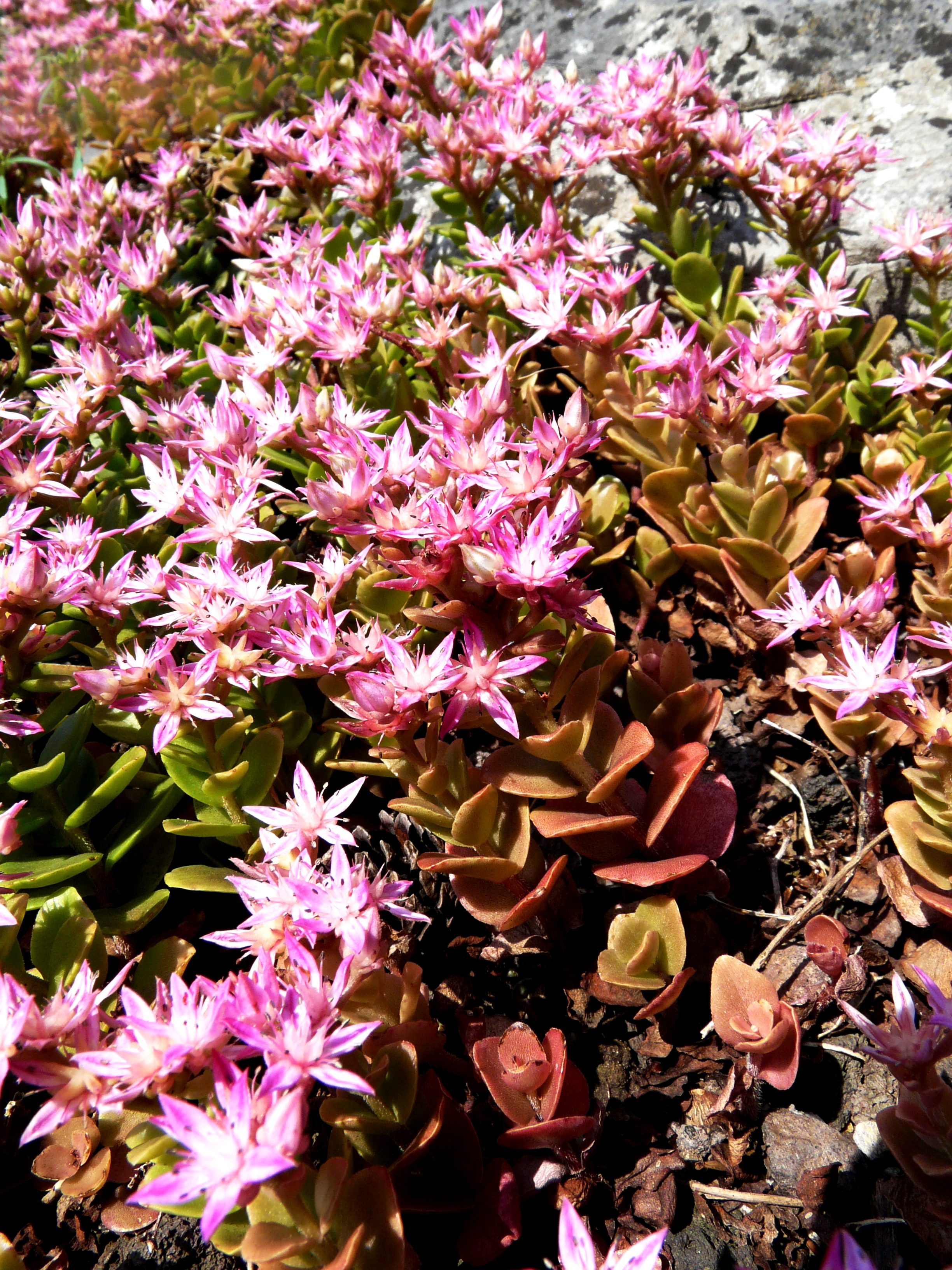
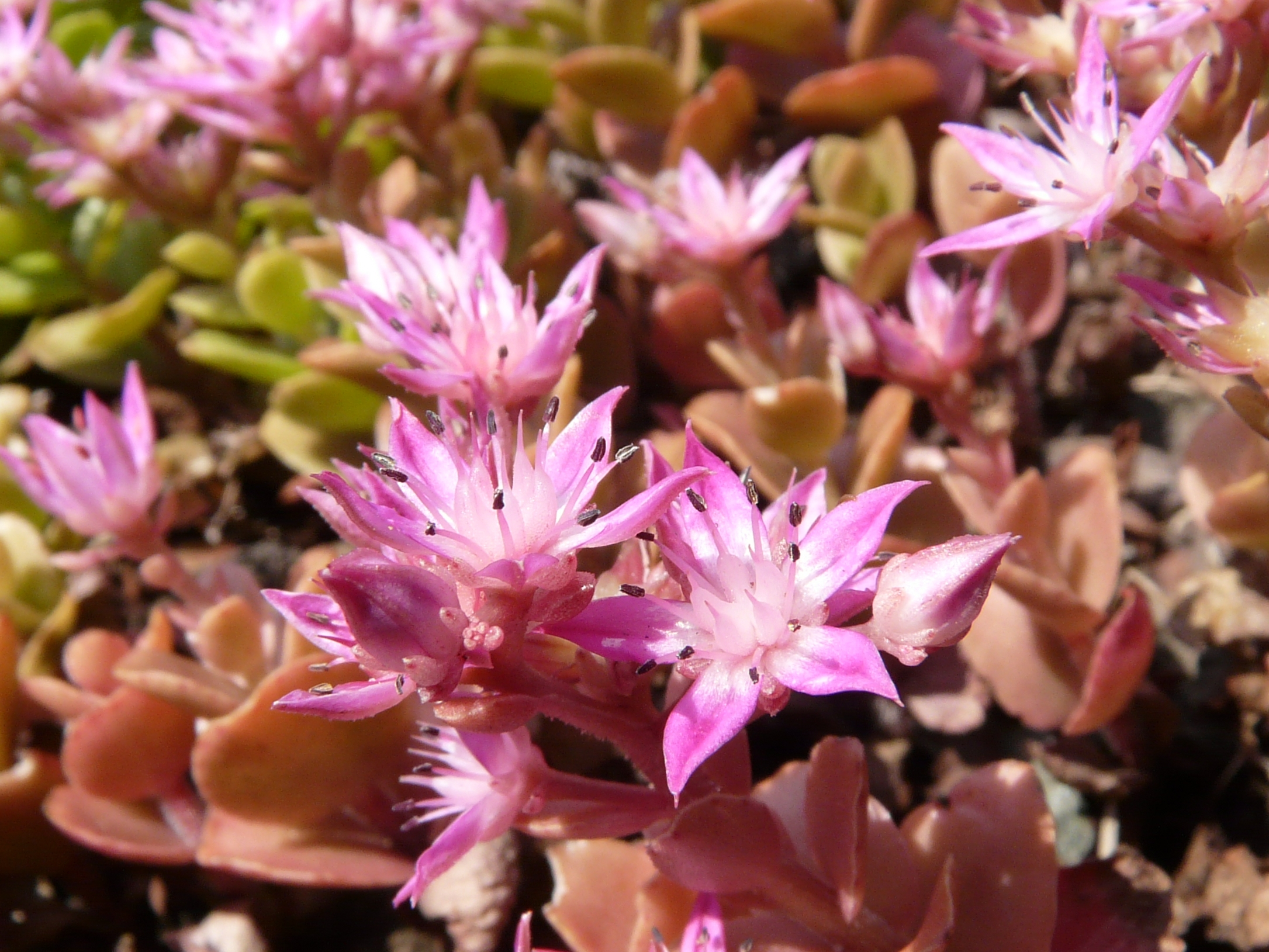
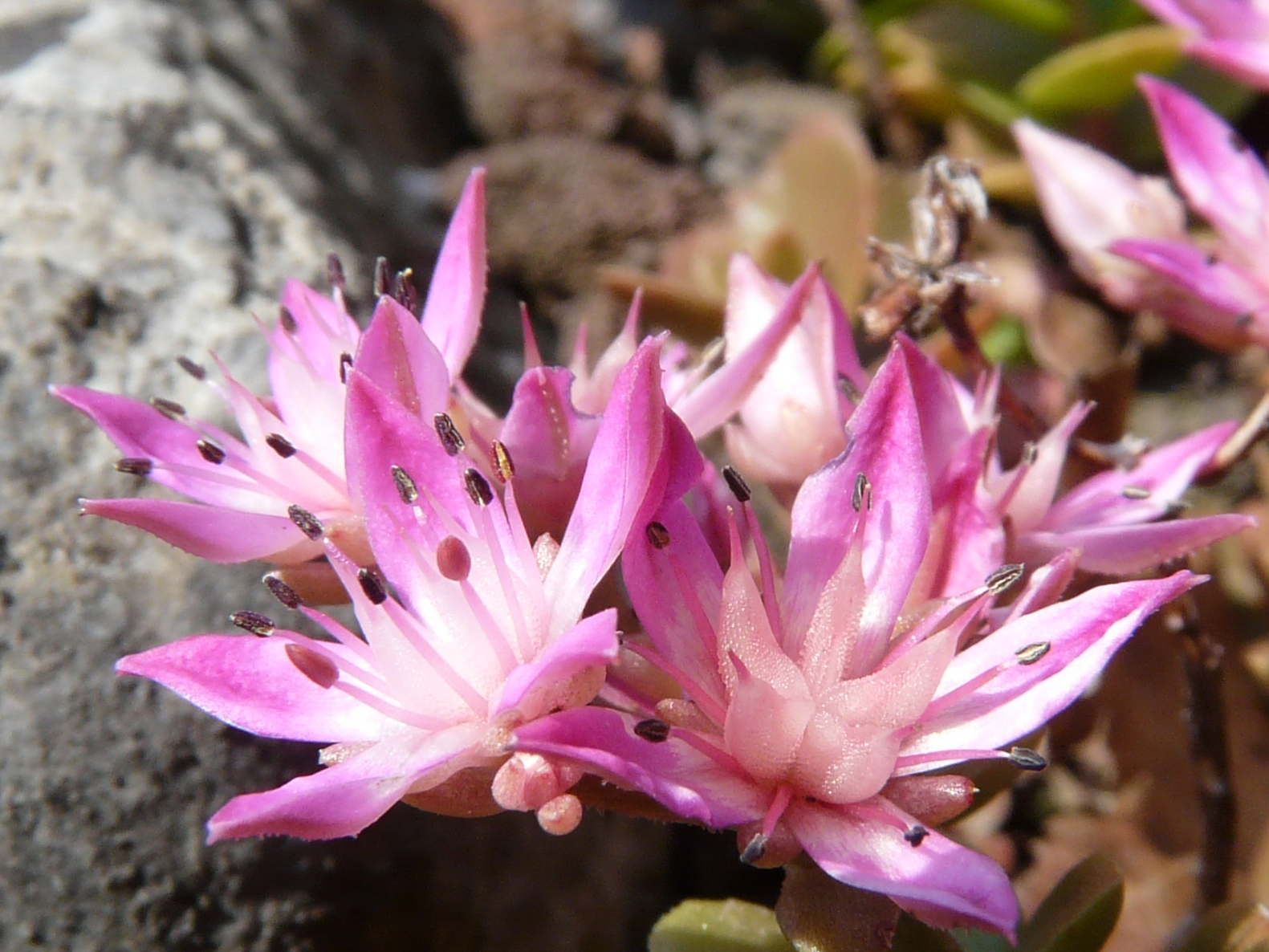